# Instytut Prymasa Wyszyńskiego
Instytut Prymasa Wyszyńskiego, dawniej (do 2005 r.) Instytut Świecki Pomocnic Maryi Jasnogórskiej Matki Kościoła. Jeden z najbardziej znanych instytutów świeckich w Polsce. Założony w 1942 r. przez Marię Okońską i Stefana Wyszyńskiego późniejszego prymasa Polski. Charyzmatem instytutu jest maryjność eklezjalna. Instytut od początku swojej działalności jest związany z sanktuarium na Jasnej Górze, które uważa za najważniejsze miejsce swojego apostolstwa. Dziełem Instytutu był założony 3 maja 1957 r. Instytut Prymasowski Ślubów Narodu na Jasnej Górze, uczestniczący w realizacji Ślubów Narodu i Wielkiej Nowenny, a później obchodów Milenium chrztu Polski. W 1993 r. został przekształcony w Instytut Prymasowski Stefana Kardynała Wyszyńskiego, powołany do zabezpieczenia i upowszechniania dziedzictwa Prymasa Tysiąclecia. Kolejnym dziełem Instytutu jest Dom Pamięci Kardynała Wyszyńskiego w Częstochowie. Instytut prowadzi także Sekretariat Misyjny Jeevodaya. Jest też blisko związany z Ruchem Pomocników Matki Kościoła założonym w 1969 r. przez kardynała Wyszyńskiego.

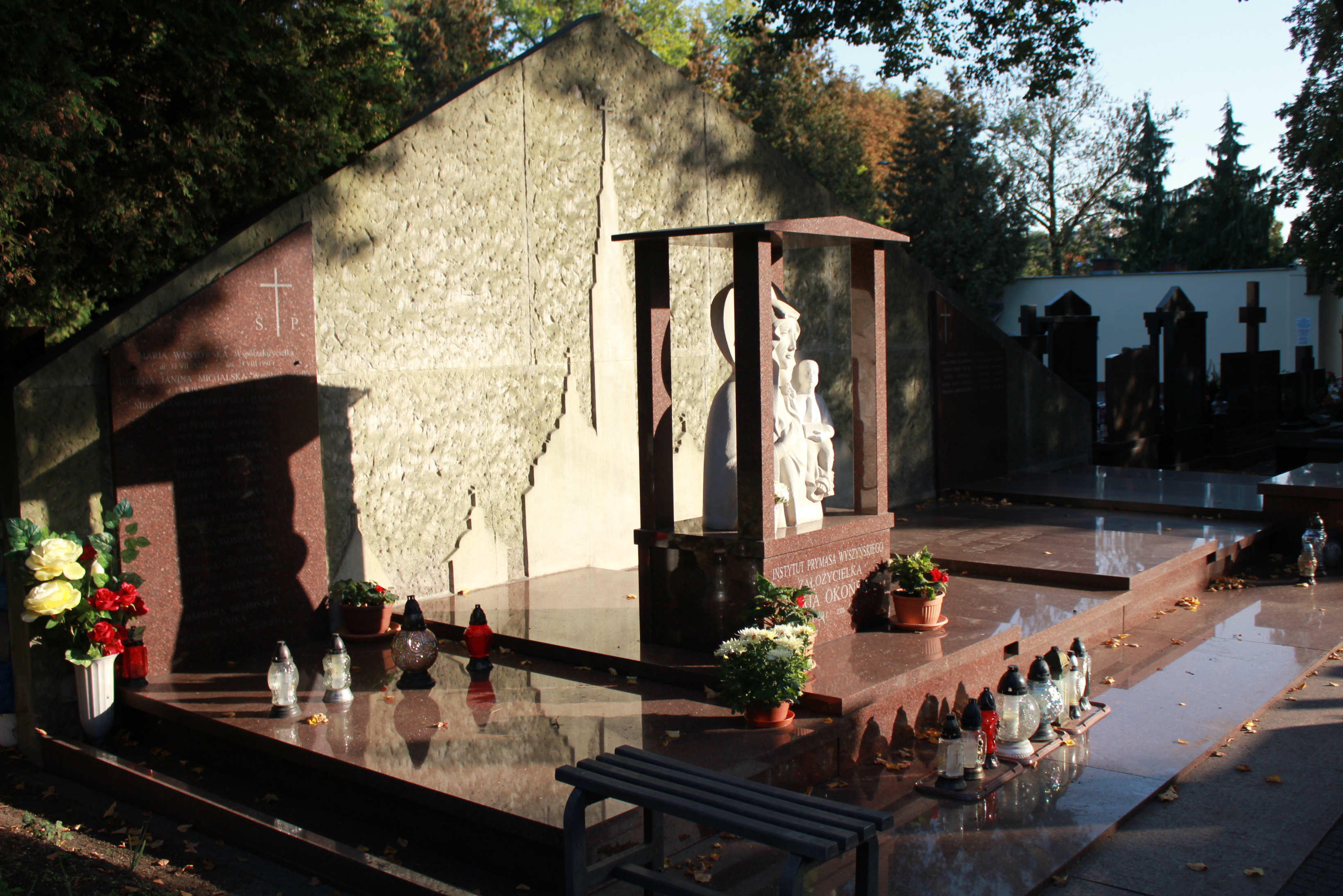
Kwatera z grobami zasłużonych członków Instytutu na Cmentarzu Bródnowskim w Warszawie

## Dom Pamięci Kardynała Wyszyńskiego
Dom Pamięci Kardynała Stefana Wyszyńskiego mieści się u podnóża Jasnej Góry. Jest miejscem oddziaływania  Instytutu Prymasa Wyszyńskiego
Dom został zbudowany w Częstochowie, ze względu na głęboki związek duchowy Stefana Wyszyńskiego z Matką Bożą. Obecnie można obejrzeć w nim wystawę poświęconą kardynałowi, skorzystać z archiwum tekstów prymasa, odbywają siew nim sympozja, warsztaty, przedstawienia, pielgrzymki.

## Ośrodek Jasnogórskiej Matki Kościoła
Na terenie gminy Białołęka w Warszawie Choszczówce znajduje się  Ośrodek Jasnogórskiej Matki Kościoła na który składa się: dom główny Instytutu Prymasa Wyszyńskiego, dom rekolekcyjny, kaplica pod wezwaniem Jasnogórskiej Matki Kościoła i duży teren z parkiem i alejkami, otoczony lasem. Jest to jedno z miejsc, gdzie kardynał Wyszyński odpoczywał, pisał listy pasterskie, prowadził rekolekcje dla Instytutu i spotykał się z miejscową ludnością.

## Sekretariat Misyjny Jeevodaya
Sekretariat Misyjny Jeevodaya – jednostka wewnętrzna Instytutu Prymasa Wyszyńskiego powołany do pomocy Ośrodkowi Rehabilitacji Trędowatych Jeevodaya w Indiach, gdzie pracuje członkini instytutu dr Helena Pyz. Działa od 1993 roku. Sekretariat pośredniczy w kontakcie pomiędzy ofiarodawcami z Polski a ośrodkiem, prowadzi działalność na rzecz walki z trądem i uprzedzeniami, organizuje pomoc materialną i moralną dla Jeevodaya, m.in. przez akcję adopcji serca, która dała początek większej tego typu akcji  organizowanej w Polsce przez zakony oraz inne organizacje charytatywne i misyjne.

## Publikacje
Jadwiga Jełowicka, Wspomnienie po pół wieku, Warszawa 2002 ISBN 83-7232-394-1